# Algua
Algua ([ˈalɡwa]; Algua [ˈalɡwa] in dialetto bergamasco) è un comune italiano di 676 abitanti della provincia di Bergamo in Lombardia. Situato in val Serina, laterale della val Brembana, dista circa 24 chilometri a nord dal capoluogo orobico. Il comune fa parte della Comunità montana della Valle Brembana.
Il comune comprende quattro frazioni: Pagliaro, Sambusita, Rigosa e Frerola. Il capoluogo, Algua, è un centro abitato di modeste dimensioni, comprendente il municipio e una decina di case.
Dall'11 marzo 1948 in seguito alla ricostituzione del comune di Costa Serina, Algua non ha più continuità territoriale perché è diviso in due parti distinte proprio dal comune di Costa Serina e nel punto più vicino le due parti distano, in linea d'aria, oltre 1.600 metri.

## Storia
Secondo recenti studi, l'origine etimologica del nome sembrerebbe derivare da acqua, elemento di cui la zona risulta essere ricchissima, dato che sul territorio sono presenti innumerevoli sorgenti e piccoli torrenti. Un'altra versione riguardante l'origine del toponimo sarebbe riconducibile all'esistenza di un guado sul torrente Serina. Al guado sarebbe poi stato abbreviato in Algua.
Le origini del paese sembrano risalire al I secolo a.C., ai tempi della dominazione romana, quando tutta la valle Serina fu riunita sotto il municipio di Bergamo. Di questo periodo restano alcuni resti del borgo di Pagliaro.
Non sono tuttavia presenti molti documenti che attestino eventi o parti della storia di questi luoghi, almeno fino all'epoca medievale.
A quest'epoca risalgono infatti numerose baruffe tra gli abitanti dei vari borghi limitrofi, dovute principalmente a questioni campanilistiche, nulla a che vedere con gli scontri tra guelfi e ghibellini che avvenivano in altri paesi della bergamasca.
Ed è proprio questa tranquillità che ha contraddistinto la vita degli abitanti di queste zone, da sempre legati ai ritmi della natura.
In epoca recente è da ricordare un evento naturale, dalle conseguenze disastrose, che avvenne nell'anno 1888. Una frana colpì il nucleo abitato di Truchel, seminando morte e distruzione. Questo evento portò però all'ostruzione del corso del torrente Serina, che andò a formare un laghetto, tuttora esistente, detto laghetto di Algua.

### Simboli
Il comune ha un proprio stemma e gonfalone concessi con D.P.R. del 30 novembre 2005 firmato dal presidente Carlo Azeglio Ciampi.
Il gonfalone è un drappo di rosso.
Lo stemma, elaborato da Giovanna Begnis, pittrice della Val Brembana, fu approvato con delibera del consiglio comunale il 13 settembre 2005 e concesso con decreto presidenziale il 30 novembre.
La lettera maiuscola A d'oro è l'iniziale del Comune; lo zampillo d'acqua ricorda le innumerevoli sorgenti naturali presenti nel territorio; nella parte inferiore sono rappresentanti i simboli che rievocano la leggenda secondo cui nel luogo dove fu edificato il santuario della Madonna di Perello si trovava un tronco di faggio secco dal quale germogliava un ramo di ulivo. Accostate alla figura principale, le quattro stelle di cinque raggi d'oro, simboleggiano i nuclei originari del Comune: Frerola, Pagliaro, Rigosa e Sambusita.

## Monumenti e luoghi d'interesse

### Architetture religiose
- Santuario della Madonna del Perello, situato vicino al confine con Selvino, dove secondo la tradizione si verificò un'apparizione della Madonna a un contadino, avvenuta nel 1413.
- Corpus Domini, situata nella frazione di Pagliaro. La chiesetta originaria, di cui rimane il presbiterio con i suoi antichi affreschi, viene fatta risalire agli inizi del Quattrocento. La modifica più consistente della fabbrica della chiesa è del 1494, quando venne ampliata e l'asse dell'edificio fu ruotato di 180 gradi.
- Chiesa San Giovanni, a Frerola
- Chiesa di Sant'Antonio Abate, a Rigosa
- Chiesa di San Pietro Apostolo a Sambusita.

### Architetture civili
- Torre di Rigosa, di epoca medievale, di cui però restano soltanto alcuni ruderi.

### Siti archeologici
Nella frazione Pagliaro sono stati rinvenuti alcuni resti di insediamenti di origine romana.

## Società

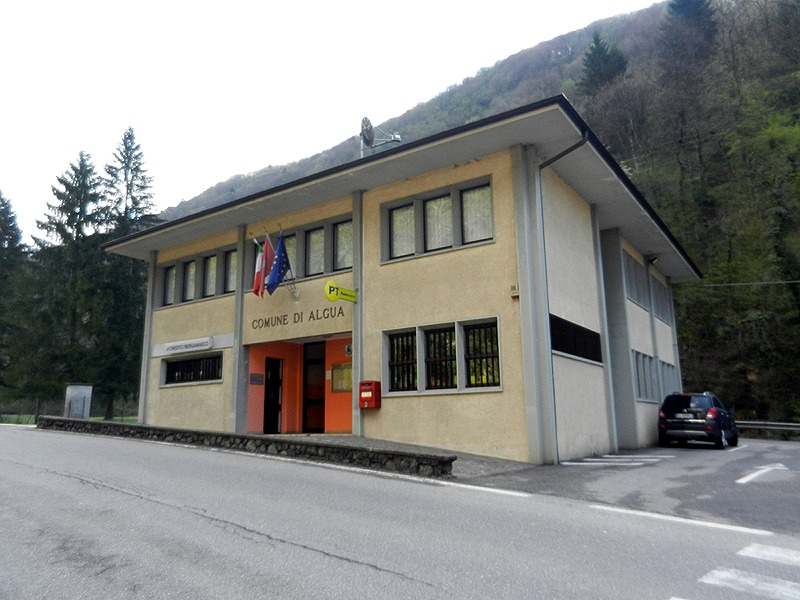
Municipio di Algua

### Evoluzione demografica
Abitanti censiti

## Amministrazione
| Periodo        | Periodo        | Primo cittadino     | Partito                      | Carica  | Note  |
| -------------- | -------------- | ------------------- | ---------------------------- | ------- | ----- |
| 14 giugno 2004 | 7 giugno 2009  | Bruno Cimarra       | lista civica Per Algua       | Sindaco | [ 9 ] |
| 8 giugno 2009  | 25 maggio 2014 | Bruno Cimarra       | lista civica Per Algua       | Sindaco | [ 9 ] |
| 26 maggio 2014 | 26 maggio 2019 | Pier Angelo Acerbis | lista civica Progetto comune | Sindaco | [ 9 ] |
| 26 maggio 2019 | 9 giugno 2024  | Pier Angelo Acerbis | lista civica Progetto comune | Sindaco | [ 9 ] |
| 9 giugno 2024  | in carica      | Luigi Marconi       | lista civica Uniti per Algua | Sindaco | [ 9 ] |